# Hideto Takahashi
Hideto Takahashi (Isesaki, 17. listopada 1987.) japanski je nogometaš.

## Klupska karijera
Igrao je za FC Tokyo.

## Reprezentativna karijera
Za japansku reprezentaciju igrao je od 2012. do 2013. godine. Odigrao je 7 utakmice.
S japanskom reprezentacijom Hideto Takahashi je igrao na Kupa konfederacija 2013.

## Statistika
| Japan  | Japan | Japan |
| Godina | Nast. | Gol.  |
| ------ | ----- | ----- |
| 2012.  | 4     | 0     |
| 2013.  | 3     | 0     |
| Ukupno | 7     | 0     |

## Vanjske poveznice
- National Football Teams
- Japan National Football Team Database